# Sunshine pop
El sunshine pop (originalmente conocido como soft pop) es un subgénero de la música pop que se originó en el sur de California a mediados de la década de 1960. Arraigado en el easy listening y los jingles publicitarios, el sunshine pop combinaba la nostalgia o la ansiedad con «una apreciación de la belleza del mundo». La categoría está formada en gran parte por artistas menos conocidos que imitaban a grupos más populares como The Mamas & the Papas y The 5th Dimension. Aunque se señala a The Beach Boys como influencias destacadas, la música del grupo rara vez era representativa del género.
El sunshine pop disfrutó de un gran éxito en la segunda mitad de la década, con muchos de sus éxitos en el top 40 durante la primavera y el verano de 1967, especialmente justo antes del Verano del Amor. Entre los grupos más populares se encuentran The Turtles y The Association. Otros grupos, como Millennium, Sagittarius y Yellow Balloon tuvieron menos éxito, pero años más tarde se convirtieron en grupos de culto, y álbumes como Begin (Millennium, 1968) y Present Tense (Sagittarius, 1968) son muy buscados en el mercado de coleccionistas.

## Etimología
La música identificada bajo la bandera del sunshine pop se denominó inicialmente «soft pop». Los coleccionistas de discos acuñaron y popularizaron el término «sunshine pop» muchos años después.

## Principales grupos
- The Mamas & the Papas
- The Beach Boys
- The Yellow Balloon
- The Association
- The Cowsills
- The 5th Dimension
- The Thomas Group
- The Cherry People
- Eternity's Children
- The Monkees
- Brian Wilson
- The Turtles
- Depop